# Багдадская батарейка

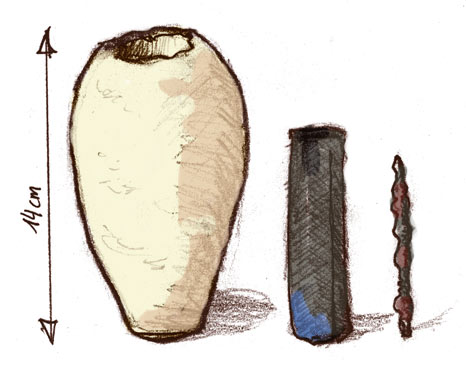
Три составные части батарейки

Багда́дская батаре́йка или селевкийская ваза — месопотамский артефакт парфянского или сасанидского периодов, который вслед за его первооткрывателем — немецким археологом Вильгельмом Кёнигом, директором Национального музея Ирака, — иногда интерпретируется как гальванический элемент, созданный в древности — за 2000 лет до рождения Алессандро Вольта. Находилась в Национальном музее Ирака, но была похищена во время войны в Ираке.

## Описание
Вильгельм Кёниг в своей книге «В потерянном раю» даёт такое описание багдадской батарейке:

… верхний конец стержня примерно на сантиметр выступал над цилиндром и был покрыт тонким, светло-желтым, но полностью окисленным слоем металла, по виду похожего на свинец. Нижний конец железного стержня не доставал до днища цилиндра, на котором находился слой асфальта толщиной примерно три миллиметра.

Первая «батарейка», обнаруженная Кёнигом близ Багдада в июне 1936 года (в некоторых источниках говорится, что в 1938 году), представляла собой 13-сантиметровый сосуд, горлышко которого было залито битумом, а через него проведен железный прут со следами коррозии. Внутри сосуда находился медный цилиндр, внутри которого находился железный стержень.

## Назначение
Вильгельм Кёниг предположил, что багдадская батарейка (точнее, «гальванический» элемент), заполненная кислотой или щёлочью, могла создать электрическое напряжение в один вольт. Кёниг пересмотрел экспонаты Национального музея Ирака. Его удивили медные посеребрённые вазы, относящиеся к 2500 году до н. э. Как предположил Кёниг, серебро на вазах было нанесено электролитическим методом.
Версию Кёнига о том, что находка является батарейкой, подтверждал профессор Дж. Б. Перчински из Университета Северной Каролины. Он создал точную копию «батарейки» и наполнил её пятипроцентным винным уксусом. Было зафиксировано напряжение в 0,5 вольта.
Распространено утверждение, что немецкий египтолог Арне Эггебрехт при помощи опыта доказывал, что ещё более 2000 лет назад была известна гальванизация. Для подтверждения он использовал статуэтку Осириса. Использовав 10 сосудов, подобных багдадской батарейке, и солевой раствор золота, за несколько часов учёный покрыл статуэтку ровным слоем золота. В свою очередь научный журналист Эрран Фруд отметил, что Эггебрехт лишь «нанёс тонкий слой серебра на другую поверхность толщиной всего одна десятитысячная миллиметра», а беседовавшая с ним египтолог Беттина Шмитц заявила следующее: «Не существует никаких письменных документов об экспериментах, проводившихся здесь в 1978 году. Эксперименты даже не были задокументированы фотографиями, что очень жаль. Я просмотрела архивы этого музея и поговорила со всеми, кто участвовал в 1978 году, но всё тщетно».
В 1947 году американский физик Уиллард Ф. Грей изготовил точную копию багдадской батарейки, использовав сульфат меди в качестве электролита. Батарейка дала электрический ток с напряжением около 2 вольт. После было проделано множество подобных экспериментов, но напряжение получалось примерно таким же: от 0,8 вольт до 2 вольт.
В 29 выпуске телепередачи «Разрушители легенд» были протестированы терракотовые копии багдадской батарейки: используя лимонный сок как электролит, удалось получить электричество напряжением около 4 вольт.

## Мнение скептиков
Скептически настроенные археологи отмечают, что сама демонстрация возможности использования находки в качестве источника электрического тока не доказывает, что она на самом деле так применялась. К тому же слой асфальта покрывает медный цилиндр полностью, что исключает подключения проводов снаружи. Также асфальт хорошо подходит для запечатывания сосудов с целью сохранения содержимого, однако для гальванических элементов такого типа герметизация не только не нужна, но и контрпродуктивна, так как препятствует возможности добавления или замены электролита. Не было найдено никакого сопутствующего электрического оборудования, которое могло бы использовать «батарейки», не было найдено даже проводников тока. Также неизвестны образцы того времени, покрытые золотом с помощью электричества, все они были позолочены хорошо известным процессом амальгамирования. Вдобавок багдадская батарейка почти идентична найденным сосудам из близлежащей Селевкии с известной функцией — они использовались для хранения свитков.